# L'Auró
L'Auró és una masia al terme de les Llosses inclosa a l'Inventari del Patrimoni Arquitectònic de Catalunya. L'actual casa de l'Auró data del 1774, per bé que ha estat reformada en successives ocasions. Talment les construccions adossades a ponent, pel redós del 1850, foren les reformes que més va afectar la fesomia de la casa. L'accés és difícil i manca de llum. Actualment és una masoveria, que ocupa la part noble de la casa, mentre que l'edifici del 1850 -concebut com a masoveria- està abandonada. És destacable la decoració del menjador, al primer pis, malgrat el seu deteriorament.
És una casa pairal de planta quadrada amb teulada de teula àrab i de doble vessant. Consta de planta baixa, dos pisos i golfes. L'accés a l'interior es fa per la façana de llevant. Té una façana amb balcons a la part sud, lloc on s'hi ha afegit, fins al nivell de primer pis, un cobert. A la part de ponent hi ha una construcció adossada que data del segle xix. A llevant hi ha un terrat per sota a través d'un estret corredor amb volta de mig punt enrajolada. Mentre la planta baixa és destinada a pagès, el primer i segon pis constitueixen l'habitatge.